# IrisZorg
IrisZorg is een Nederlandse instelling voor verslavingszorg en maatschappelijke opvang. Het werkgebied betreft een groot gedeelte van Gelderland, een gedeelte van Overijssel en Flevoland, en enkele gemeenten in Utrecht en Limburg. De hoofdvestiging is in Arnhem.

## Geschiedenis
De stichting IrisZorg werd op 31 december 2006 opgericht als rechtsopvolger van de stichting Arcuris-De Grift (opgericht als bestuursstichting op 30 december 2005), de stichting Arcuris en de stichting De Grift. Ook werd een onderdeel van Passade, de maatschappelijke opvang,  toegevoegd aan de stichting.
In 2015 werd ook de zorginstelling het Hoogland in Beekbergen onderdeel van de stichting. Het Hoogland, opgericht in 1892, bood in de eerste jaren onderdak aan bedelaars en landlopers. Zij werden te werk gesteld op het land. Later kwamen er zieke en zwakbegaafde mensen bij. Tegenwoordig betreft het vooral mensen met meerdere verslavingen en problemen.

## Activiteiten
De stichting heeft behandelprogramma's voor verslaving aan alcohol, drugs, medicijnen en gokken. Daarnaast biedt het onderdak, ondersteuning en dagbesteding aan mensen die (tijdelijk) dak- of thuisloos zijn.